# Грудинка

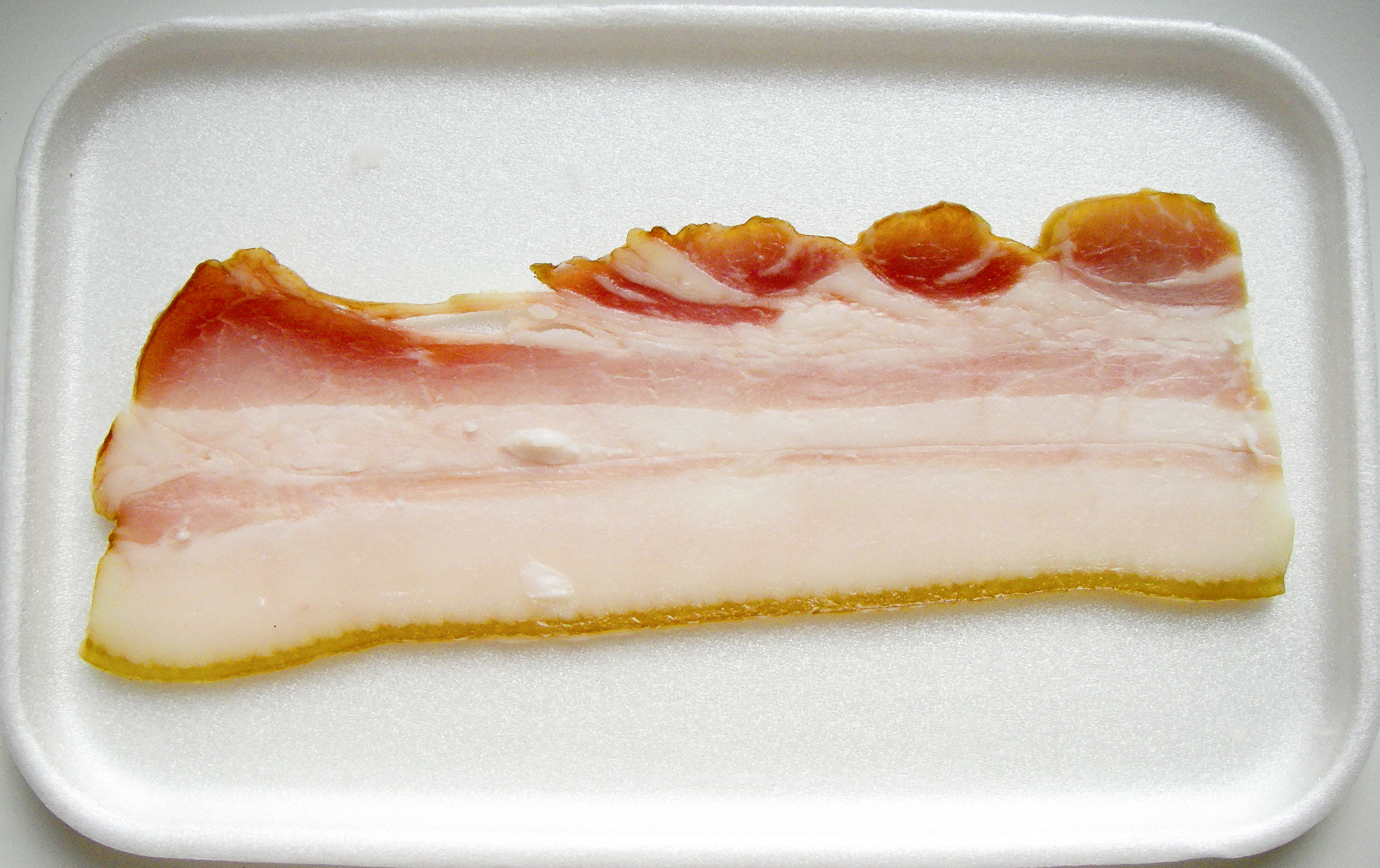
Фото

Груди́нка — копчений м'ясопродукт, близький до бекону, що виготовляють з посоленого грудоребрового відділу туш — яловичої, баранячої або нежирної свинини (беконної або м'ясної вгодованості). 
Застосовують як інгредієнт для холодних закусок, борщу, горохових та квасоляних супів, грудинку також підсмажують з яєчнею. Надає стравам копченого смаку, теплова обробка перед вживанням не обов'язкова.
Виробництво копченої (або копчено-вареної) грудинки нічим не відрізняється від виготовлення стегенця, зберігають у холодному місці без доступу світла.
Грудинкою також називають грудореберну частину туші.